# Paimio
Paimio [ˈpɑi̯miɔ] (schwedisch Pemar) ist eine Stadt in Südwestfinnland mit 11.138 Einwohnern (Stand 31. Dezember 2022). Sie liegt in der Landschaft Varsinais-Suomi rund 25 Kilometer östlich von Turku am Unterlauf des Flusses Paimionjoki.

## Geografie
Die Staatsstraße 1 von Turku nach Helsinki durchquert Paimio.

## Kultur und Sehenswürdigkeiten
Das Sanatorium Paimio wurde vom berühmten Architekten Alvar Aalto entworfen und 1933 fertiggestellt. Bis in die 1960er fungierte es als Tuberkulose-Heilanstalt, heute ist es ein Lungenklinikum. Der funktionalistische Bau gilt als eines der wichtigsten Werke der frühen Schaffensperiode Aaltos. Sein Entwurf sah vor, dass das Gebäude selbst zur Heilung der Patienten beitragen sollte. Das Sanatorium Paimio ist ein Kandidat für die Aufnahme in die UNESCO-Liste des Weltkulturerbes.
Ein weiteres bekanntes Bauwerk ist die Mikaelin Kirkko (St. Michaels-Kirche), die in den späten 1680er Jahren entstand. Sie besteht aus dem Gotteshaus, erbaut aus grauen Bruchsteinen mit einem Walmdach, und einem versetzt davon stehenden Kirchturm, der unten quadratisch ist und im Dach zu einem regelmäßigen Achteck übergeht.

## Infrastruktur
An der Stromschnelle Askalankoski besteht seit den 1930er Jahren ein Wasserkraftwerk. Paimio ist nach wie vor ein wichtiger Stromproduzent.

## Politik
Die Stadt Paimio unterhält Städtepartnerschaften mit Audru (Estland), Ljungby, Öckerö (beide Schweden), Selenogorsk (Russland), Tolløse (Dänemark), Ås (Norwegen) und Odenthal (Rheinisch-Bergischer Kreis/Deutschland).

## Söhne und Töchter
- Vieno Sukselainen (1906–1995), Politiker und Ministerpräsident
- Mika Ojala (* 1988), Fußballspieler
- Frans Tähkävuori (* 1992), Skispringer
- Niko Kytösaho (* 1999), Skispringer

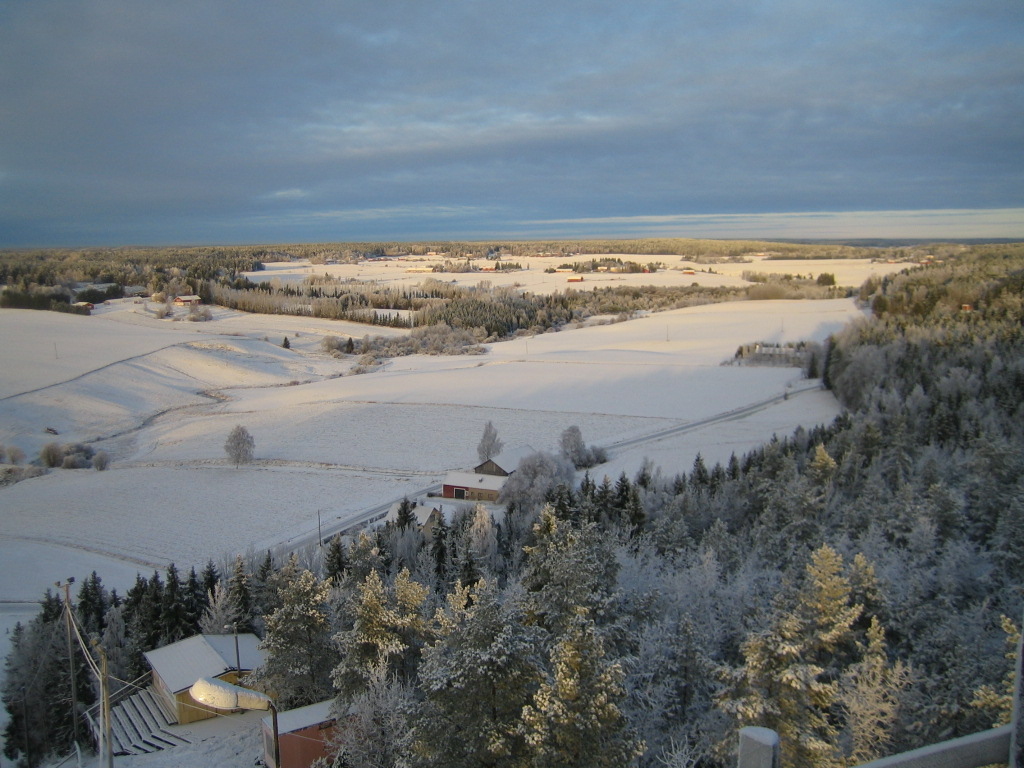
Landschaft bei Paimio im Winter